# 下奇尔农村居民点
下奇尔农村居民点（俄语：Нижнечирское сельское поселение）是俄罗斯联邦伏尔加格勒州苏罗维基诺区所属的一个农村居民点。其下辖有5个居民点，行政中心为下奇尔。据2016年统计，该农村居民点的人口为4281人。